# Peenestrom

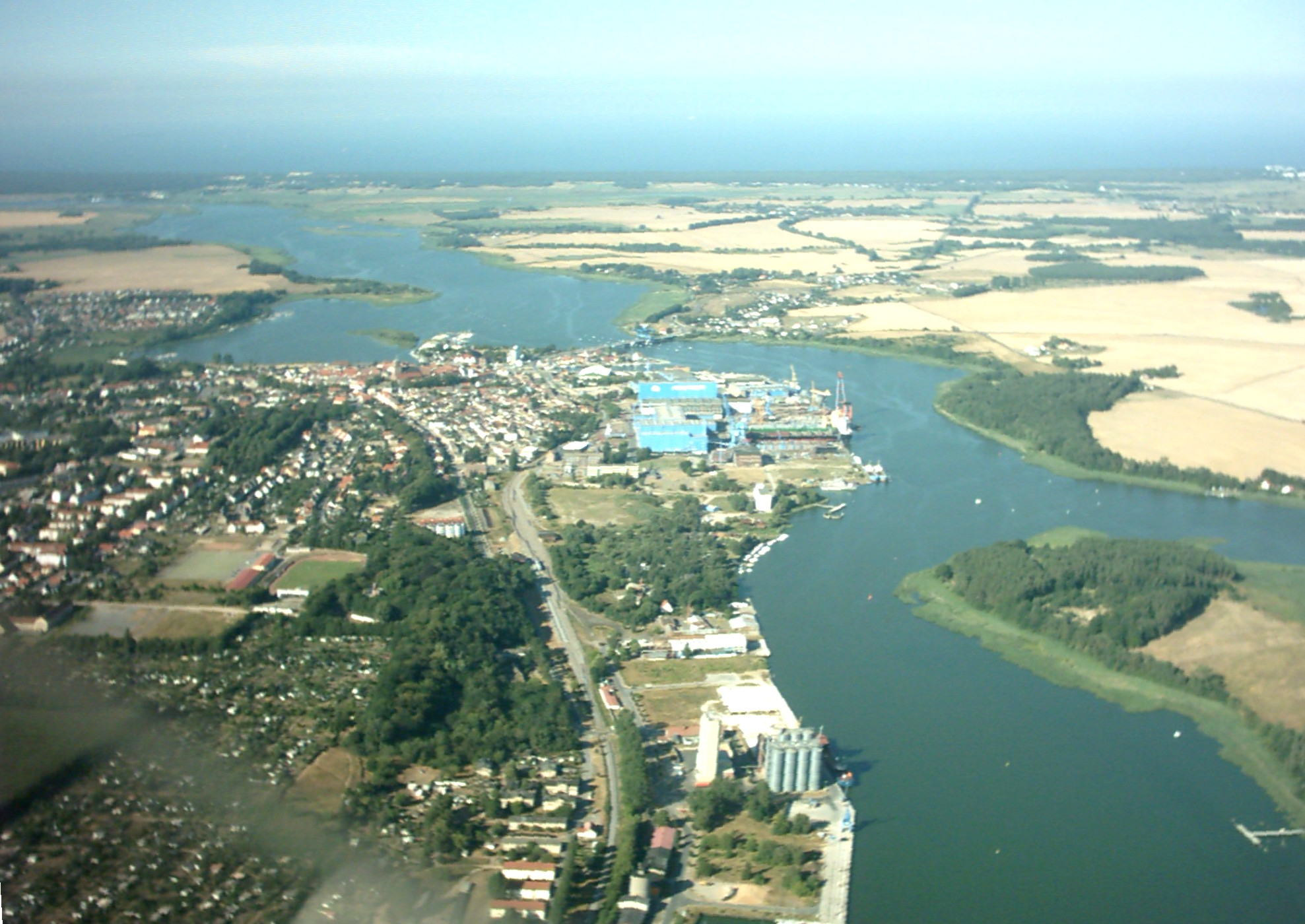
Peenestrom vid Wolgast

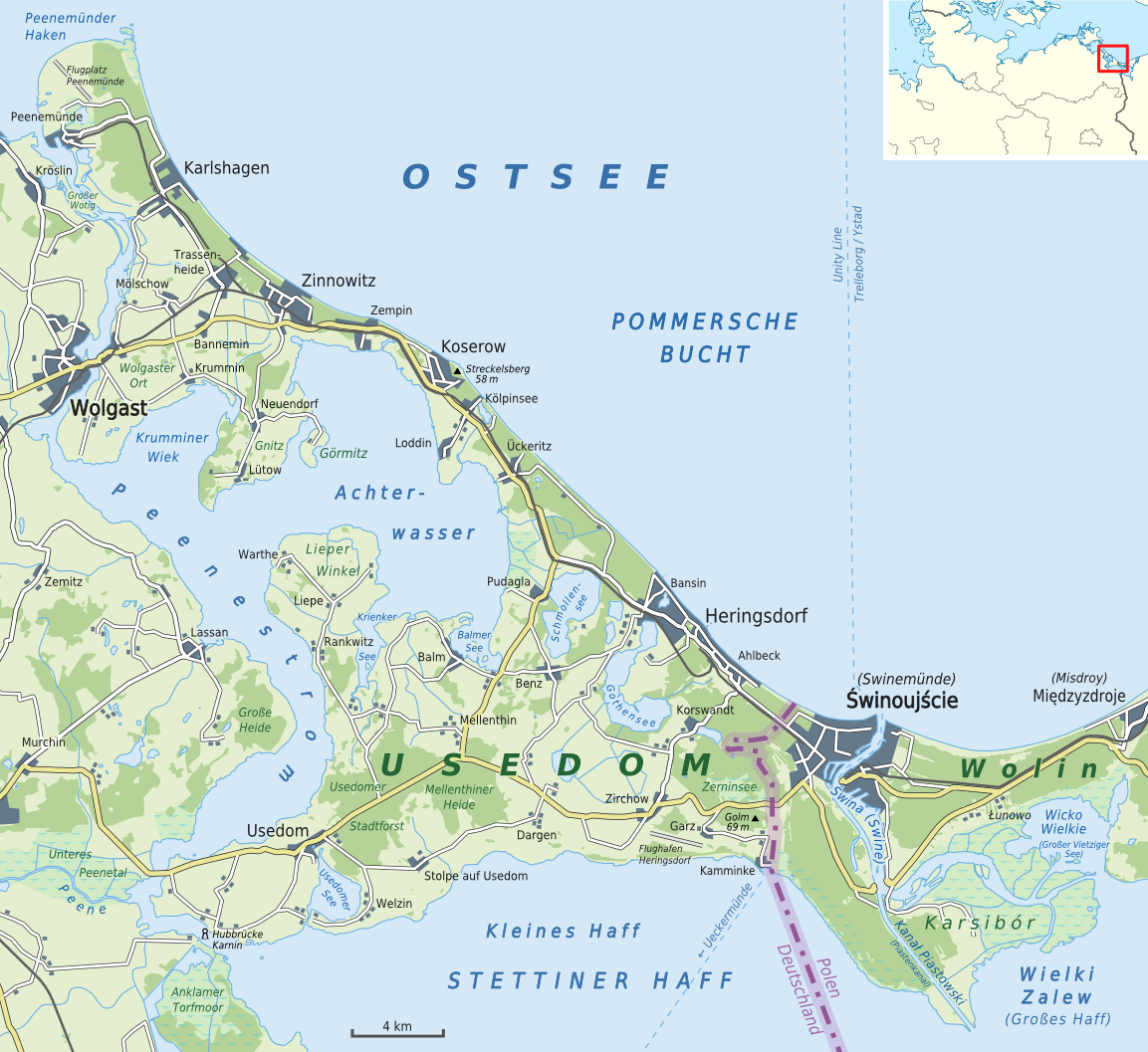
Karta över Peenestroms läge (vänster)

Peenestrom är den västra mynningsarmen av floden Oder, belägen mellan Stettiner Haff och Östersjön. Peenestrom skiljer ön Usedom från fastlandet och är 42 km lång. När den lämnar Stettiner Haff är den ganska smal men vidgar sig sedan till den stora lagunen Achterwasser för att avsmalna vid Wolgast och utmynnar i Östersjön nedanför Peenemünde. Framför mynningen ligger den lilla ön Ruden.
Vid Peenestrom finns städerna Wolgast, Lassan (på fastlandet) och Usedom (på ön Usedom).